# Pinakes von Penteskouphia

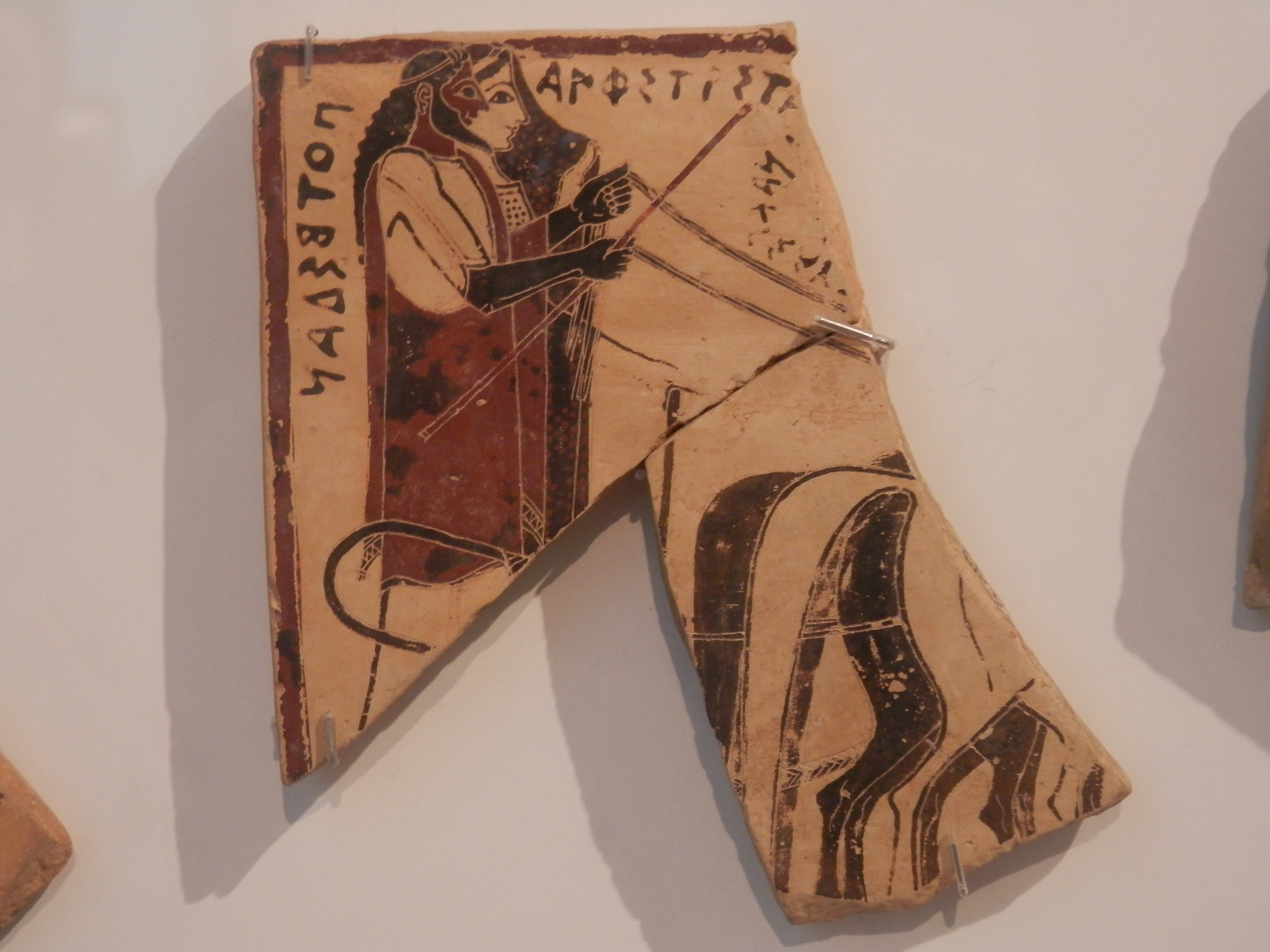
Poseidon und Amphitrite, Berlin, Antikensammlung F 495 + 513

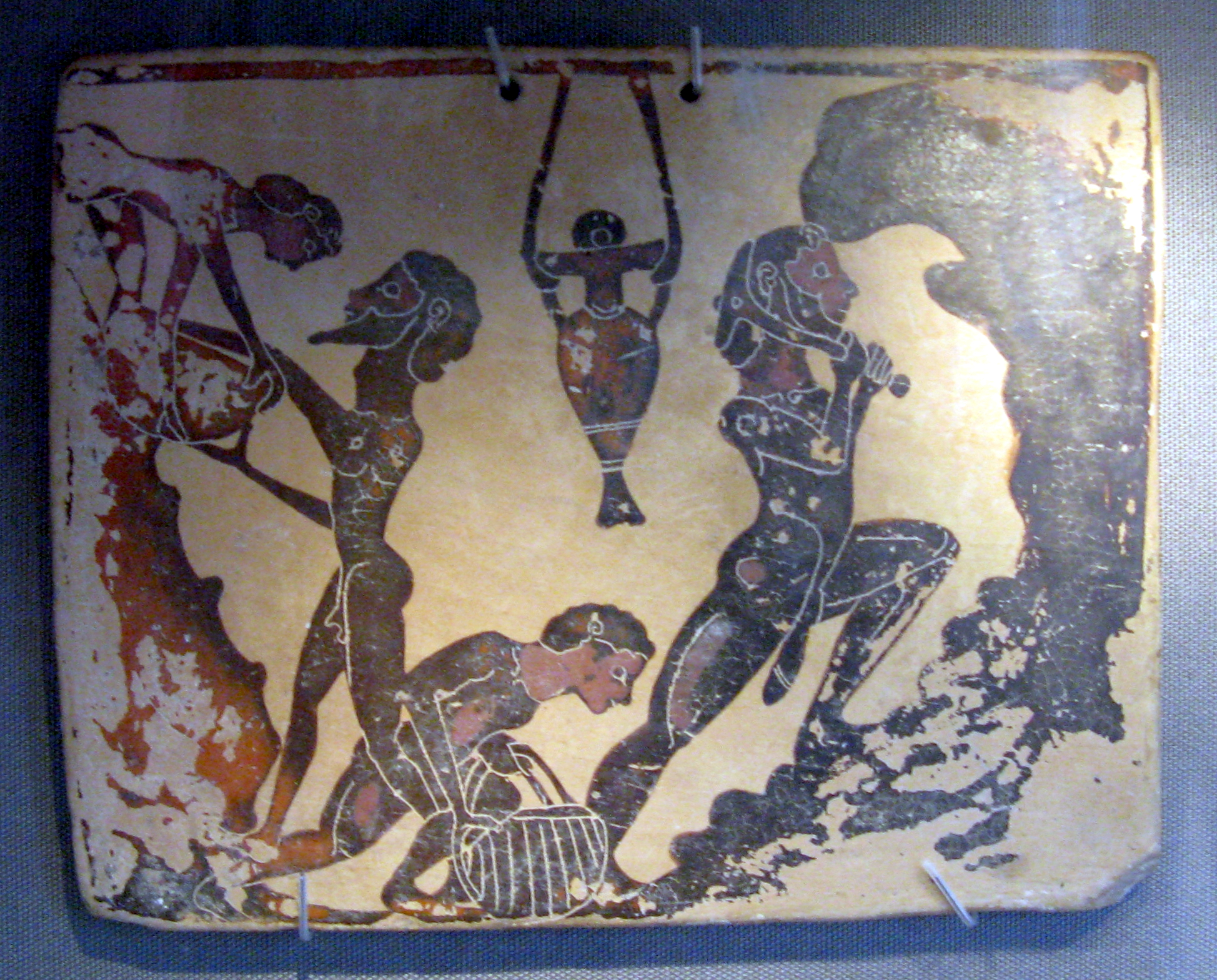
Abbau von Ton, schwarzfigurig, 575–550 v. Chr., Berlin, Antikensammlung F 242

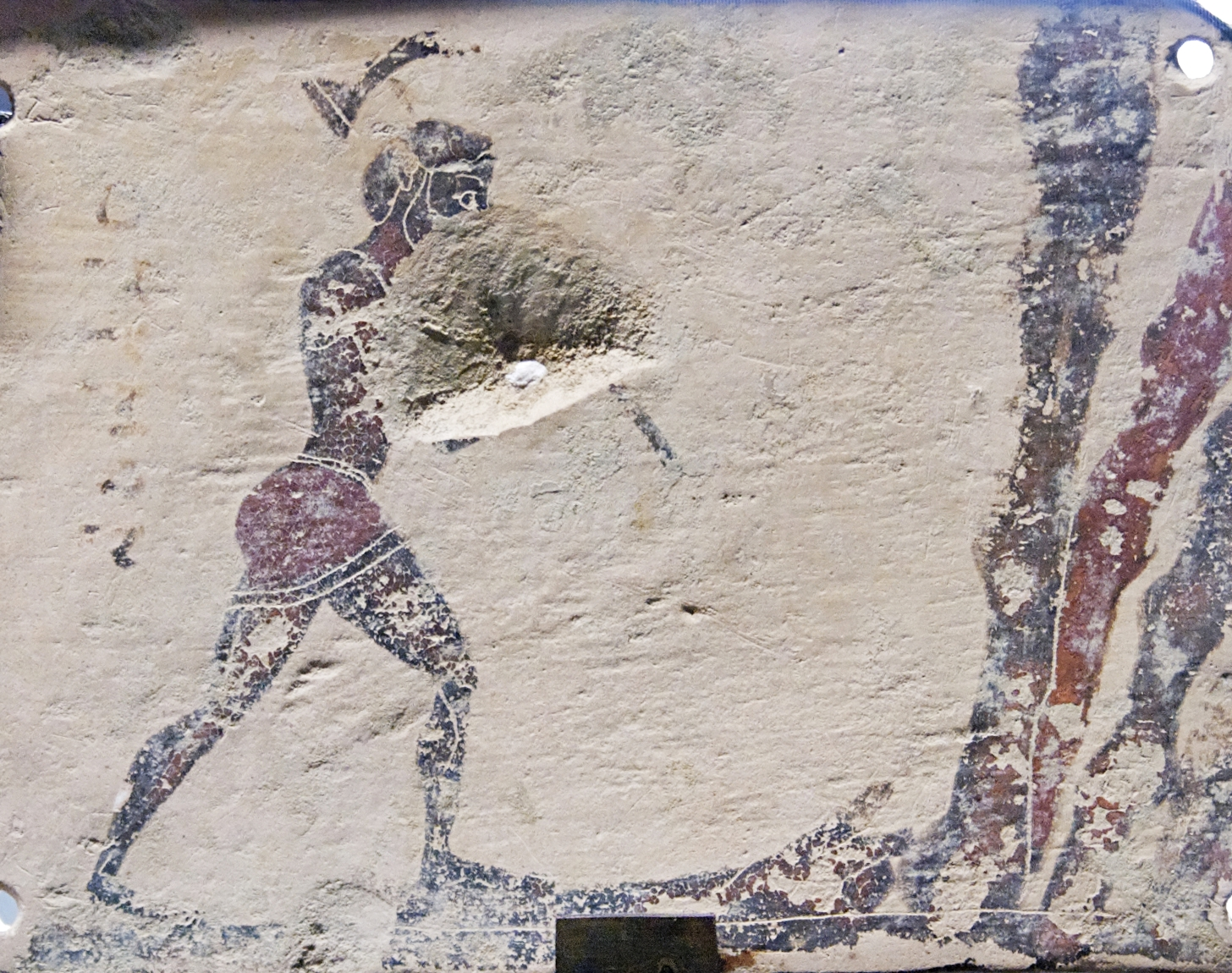
Holzfäller Onymon, schwarzfigurig, 575–550 v. Chr., Paris, Louvre MNB 2858 (Vorderseite)

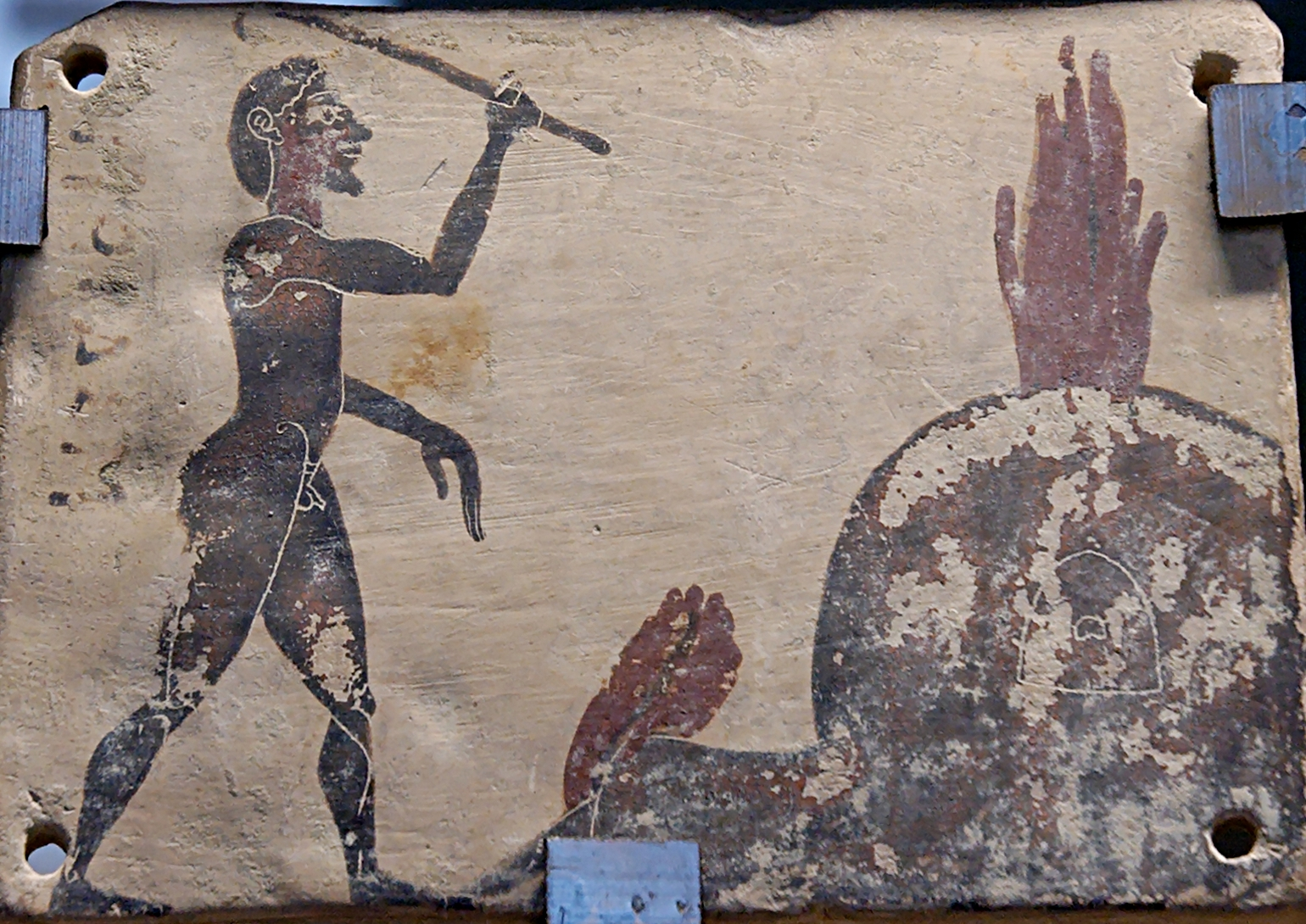
Töpfer Sordis, schwarzfigurig, 575–550 v. Chr., Paris, Louvre MNB 2858 (Rückseite)

Die Pinakes von Penteskouphia (neugriechisch Πίνακες από τα Πεντεσκούφια oder Πλακίδια από τα Πεντεσκούφια) sind antike griechische Tontafeln (Pinakes), die am nördlichen Abhang des Berges Kastraki unterhalb der Burg Penteskouphi südlich von Korinth entdeckt wurden.

## Entdeckung
Ein Bauer aus dem Dorf Pendeskoufi entdeckte 1879 etwa 900 m nordwestlich der Burg Penteskouphi bei Raubgrabungen über 1000 Fragmente von antiken Tontafeln. Diese gelangten über Korinth und Athen in den Antikenhandel. Sechzehn dieser Tafeln erwarb der Louvre in Paris, alle weiteren kamen ins Antiquarium in Berlin. Es bestand auch Interesse, mehr über den Fundort zu erfahren, jedoch wurde der Fundort kurze Zeit später durch ein Unwetter stark verändert und so war es dem Bauern nicht mehr möglich, die genaue Lage der Pinakes anzugeben. Arthur Milchhoefer, der die näheren Fundumstände untersuchen wollte, reiste im folgenden Jahr nach Korinth. Er ermittelte als Fundort einen Abhang eines Baches und kam zu dem Urteil, dass die Pinakes ursprünglich in einem eng begrenzten Raum gelegen hatten. Es gab wenig weitere Beifunde und man fand in der Nähe auch keine Architekturfragmente. Milchhoefer vermutete, dass es sich bei dem Fundort um eine Abfallhalde eines Poseidonheiligtums handelte, da die Tafeln wohl schon zerbrochen waren, als sie dort abgelagert wurden.
Im Jahre 1905 führte Oliver Miles Washburn für die American School of Classical Studies at Athens Suchgrabungen durch und entdeckte weitere 350 Fragmente von Tontafeln. Die meisten waren jedoch zu stark verwittert und deshalb für weitere Untersuchungen wertlos. Weitere Funde waren protokorinthische und frühkorinthische Keramikscherben. Diese Funde befinden sich heute im Archäologischen Museum Korinth. Es konnte jedoch gezeigt werden, dass einige neue zu bereits früher gefundenen Fragmenten passen und so ist man sich sicher, dass man entweder den ursprünglichen Fundort der Pinakes oder die Halde, an der der Bauer Fragmente von schlechter Qualität entsorgt hatte, gefunden hat.

## Beschreibung
Die Pinakes von Penteskouphia sind rechteckig, im Durchschnitt etwa 10 cm hoch, 14 cm breit und 0,5 cm dick und einseitig oder doppelseitig bemalt. Meist ist der Gott Poseidon abgebildet. Sie verfügen über ein oder mehrere Löcher, an denen sie in Tempeln oder an Bäumen aufgehängt werden konnten. Deshalb geht man davon aus, dass es sich um Votivgaben an Poseidon und Amphitrite aus einem Tempel oder einem Heiligen Hain dieser Gottheiten handelt.
Auf 20 % der Pinakes ist Poseidon abgebildet, auf 18 % menschliche Figuren, auf 11 % Wagen und Pferde, auf 9 % andere Tiere, auf 7 % Töpfer, auf 4 % andere Handwerker und mythische Szenen und auf 2 % Schiffe. Der größte Teil von 29 % ist jedoch so schlecht erhalten, dass eine Zuordnung nicht möglich ist.
Etwa 1030 der etwa 1200 Fragmente sind im schwarzfigurigen Stil dekoriert. Meist ist die Bemalung hochwertig. Die Dekoration ist jedoch bei einigen recht einfach ausgeführt. Einige Pinakes stammen aus der zweiten Hälfte des 7. Jahrhunderts v. Chr., aber der größte Teil datiert ins 6. Jahrhundert v. Chr.
Manche Pinakes tragen eine Inschrift mit Buchstaben des korinthischen Alphabets des 6. Jahrhunderts v. Chr. So haben sich etwa die Vasenmaler Milonidas und Timonidas, der Holzfäller Onymon und der Töpfer Sordis als Spender verewigt.